# Euphorbia longinsulicola
Euphorbia longinsulicola là một loài thực vật có hoa trong họ Đại kích. Loài này được S.R.Hill mô tả khoa học đầu tiên năm 1976.